# La Vénus à la fourrure (film)
Pour les articles homonymes, voir La Vénus à la fourrure (homonymie).
Pour plus de détails, voir Fiche technique et Distribution.
La Vénus à la fourrure est un film dramatique français coécrit et réalisé par Roman Polanski, sorti en 2013. Il est adapté de la pièce de David Ives, elle-même inspirée du roman érotique de Sacher-Masoch.
En 2014, le film reçoit le César du meilleur réalisateur pour Roman Polanski.

## Synopsis
Thomas veut réaliser une pièce de théâtre et cherche une actrice pour le rôle principal. Les candidates se sont succédé en vain, et Thomas se plaint de leur médiocrité. Arrive alors, en retard, Vanda, fille dynamique, débridée et écervelée, tout ce que Thomas déteste. Mais il lui laisse quand même sa chance, et il s'avère qu'elle se métamorphose, connaît le rôle par cœur, a trouvé des accessoires pour ce rôle. Le rejet de Thomas se mue alors en obsession.

## Fiche technique
- Titre original : La Vénus à la fourrure
- Titre international : Venus in Fur
- Réalisation : Roman Polanski, assisté de Hubert Engammare
- Scénario : David Ives et Roman Polanski, d'après la pièce éponyme de David Ives, elle-même adaptée du roman érotique éponyme de Leopold von Sacher-Masoch
- Production : Robert Benmussa et Alain Sarde
- Sociétés de production : R.P. Productions et Monolith Films, avec la participation de Canal+, Ciné+ et l'Institut du film polonais, en association avec Manon 3 et Mars Films
- Producteurs associés : Mariusz Lukowski et Wojtek Palys, et Agnieszka Odorowicz pour l'Institut du film polonais
- Musique : Alexandre Desplat
- Directeur de la photographie : Paweł Edelman
- Son : Lucien Balibar
- Montage : Margot Meynier et Hervé de Luze
- Effets visuels : Frédéric Moreau
- Décors : Jean Rabasse
- Costumes : Dinah Collin
- Maquillage : Didier Lavergne
- Coiffure : Sarra 'Na
- Directeur de production : Frédéric Blum
- Sociétés de distribution initiale : Mars Distribution (France)
- Pays d’origine :  France,  Pologne
- Budget : 5.000.000 €
- Langues : français, allemand
- Durée : 96 minutes
- Format : couleur - 35 mm - 1.85:1 -  Son Dolby numérique
- Genre : drame, érotique
- Dates de sortie[2] :  France 25 mai 2013[3] (Festival de Cannes - compétition officielle) ; 13 novembre 2013 (sortie nationale)

## Distribution
- Emmanuelle Seigner : Vanda Jourdain
- Mathieu Amalric : Thomas Novacek

## Production
C'est l'agent du cinéaste qui lui a fait découvrir la pièce de théâtre lors du Festival de Cannes 2012. Polanski s'y était déplacé pour présenter la version restaurée de Tess projetée à Cannes Classics.

### Casting
Le rôle de Thomas aurait dû être interprété par Louis Garrel, qui s'est finalement désisté pour aller tourner Un château en Italie de Valeria Bruni Tedeschi (présenté lui aussi à Cannes en 2013). Mathieu Amalric était alors en train de travailler sur son adaptation du roman de Stendhal Le Rouge et le Noir, mais a tout arrêté pour venir car, d'après ses dires, « c'était irrésistible »,.

### Tournage
Le tournage a eu lieu à Paris, dans le théâtre Récamier. La façade du théâtre aperçue dans le film est celle du Théâtre Hébertot.

## Distinctions

### Récompenses
- Prix Lumières 2014 : Meilleur scénario
- César 2014 : Meilleur réalisateur pour Roman Polanski

### Nominations et sélections
- Festival de Cannes 2013 : sélection officielle
- Festival international du film de Thessalonique 2013
- Festival du film de Tribeca 2014
- César 2014[8] :
  - César du meilleur film
  - César du meilleur acteur pour Mathieu Amalric
  - César de la meilleure actrice pour Emmanuelle Seigner
  - César de la meilleure adaptation
  - César du meilleur son
  - César de la meilleure musique originale